# Kirschwasser

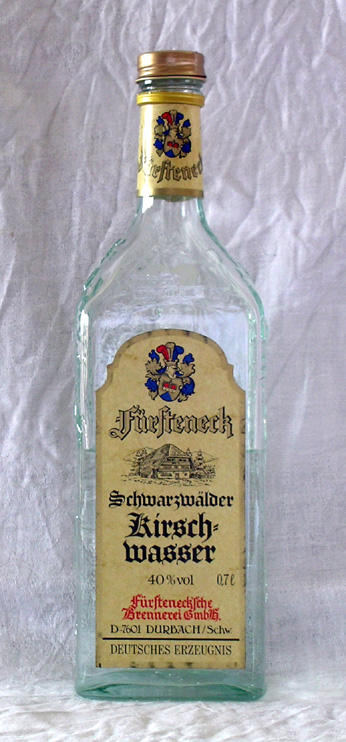
Kirsch vyrobený v Německu

Kirsch nebo také Kirschwasser (třešňová voda) je čirá, bezbarvá brandy (třešňovice), která se tradičně vyrábí dvojí destilací z třešní. Kirsch se vyrábí z malých černých třešní morello, které se původně pěstovaly v oblasti německého Černého lesa, proto se věří, že vznikla právě zde.

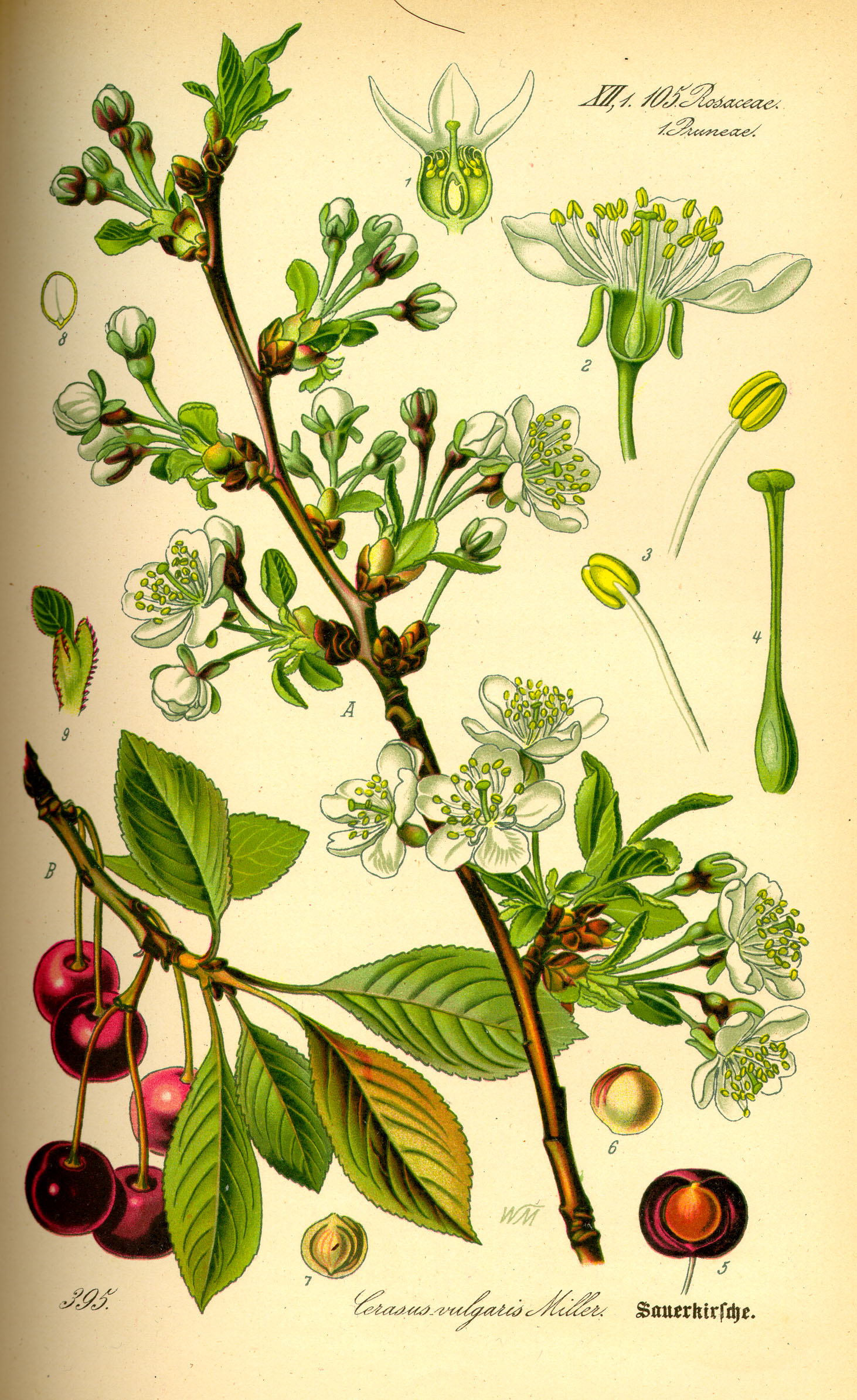
Ilustrace třešní morello

## Výroba
V dnešní době se vyrábí i z mnoha druhů třešní. Třešně se nechají kvasit celé i s peckami. Proto na rozdíl od jiných třešňových likérů není kirsch sladký. Kirschwasser je bezbarvý díky tomu, že buďto nezraje v klasických sudech, nebo zraje v sudech z jasanového dřeva. Ve Francii a v anglicky mluvících zemích jsou ovocné brandy známé jako eaux de vie. Kirschwasser má obvyklý obsah alkoholu 40-50 %. Na výrobu jedné lahve (750 ml) se spotřebuje přibližně 10 kilogramů třešní.